# جمادي التغذية

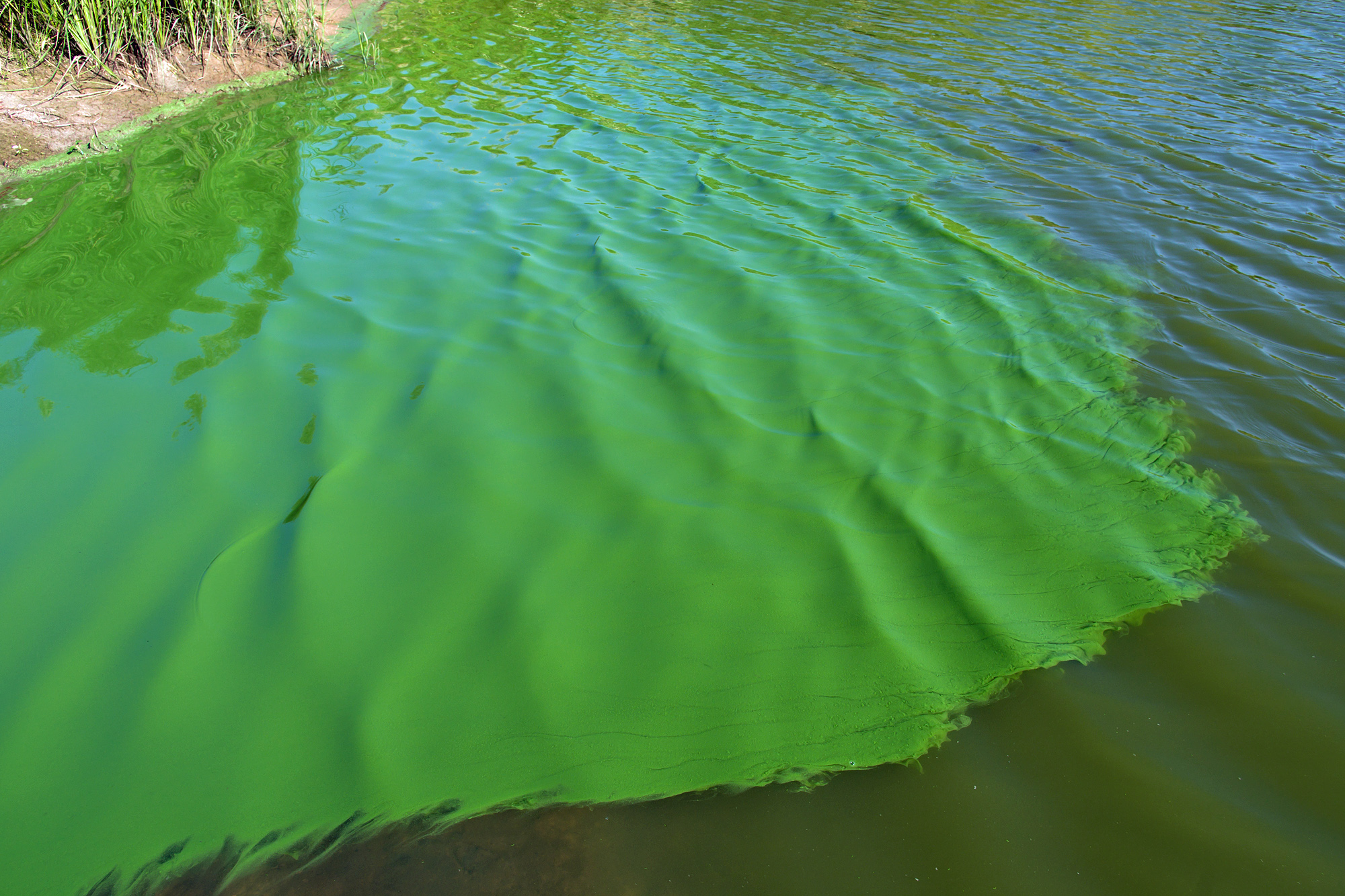

الكائنات جمادية التغذية (بالإنجليزية: Lithotrophs) هي مجموعة متنوعة من الكائنات الحية تستخدم مواد غير عضوية (غالبا ذات أصل معدني) لتحصل على المكافئات الاختزالية لتستخدمها في التصنيع حيوي (على سبيل المثال: تثببت ثنائي أكسيد الكربون) أو لتستخدمها في حفظ الطاقة وتخزينها (مثلا: إنتاج الأدينوسين ثلاثي الفسفات) عن طريق التنفس الهوائي والتنفس اللاهوائي. الكائنات الحية جمادية التغذية الكيميائية المعروفة هي على وجه الحصر الميكروبات، حيث أنه ليس هناك أي حيوان منطقة كبير أو حيوان حقبة كبير (بالإنجليزية: macrofauna) يمتلك القدرة على استخدام المركبات غير العضوية كمصدر للطاقة.

## الكيمياء الحيوية
| الاسم                                   | أمثلة                                           | مصدر الطاقة أو الإلكترونات                             | مستقبل إلكترون التنفس       |
| --------------------------------------- | ----------------------------------------------- | ------------------------------------------------------ | --------------------------- |
| جرثومة الحديد                           | Acidithiobacillus ferrooxidans                  | Fe2+ (حديدوز iron) → Fe3+ (الحديديك ‏ iron) + e−        | O 2 (oxygen) → H 2O (water) |
| بكتيريا النترتة                         | وحيدة الخلية منتجة النيتريت                     | NH3 (أمونياك) → NO− 2 (نتريت) + e−                     | O 2 (oxygen) → H 2O (water) |
| بكتيريا النترتة                         | نترية                                           | NO− 2 (nitrite) → NO− 3 (نترات) + e−                   | O 2 (oxygen) → H 2O (water) |
| Chemotrophic بكتيريا أرجوانية كبريتية   | Halothiobacillaceae                             | S2− (كبريتيد) → S0 (كبريت) + e−                        | O 2 (oxygen) → H 2O (water) |
| الايض الميكروبي ‏                        | Chemotrophic Rhodobacteraceae and هلبات الكبريت | S0 (كبريت) → SO2− 4 (كبريتات) + e−                     | O 2 (oxygen) → H 2O (water) |
| جرثومة الهيدروجين الهوائية              | محبة النحاس محتملة المعدن                       | H2 (هيدروجين) → H2O (ماء) + e−                         | O 2 (oxygen) → H 2O (water) |
| Anammox bacteria                        | مستعلقات                                        | NH3 (أمونياك) → N 2 (nitrogen) + e−                    | NO− 2 (nitrite)             |
| Thiobacillus denitrificans              | Thiobacillus denitrificans                      | S0 (كبريت) → SO2− 4 (sulfate) + e−                     | NO− 3 (nitrate)             |
| اختزال حيوي للكبريتات: جرثوم الهيدروجين | منتزعة الكبريت الباكيسية                        | H2 (هيدروجين) → H2O (ماء) + e−                         | Sulfate (SO2− 4)            |
| اختزال حيوي للكبريتات: جرثومة الفوسفيت  | Desulfotignum phosphitoxidans                   | PO3− 3 (فوسفيت) → PO3− 4 (فوسفات) + e−                 | Sulfate (SO2− 4)            |
| مولد الميثان                            | بكتيريا قديمة                                   | H2 (هيدروجين) → H2O (ماء) + e−                         | CO2 (ثاني أكسيد الكربون)    |
| Carboxydotrophic bacteria               | Carboxydothermus hydrogenoformans               | أول أكسيد الكربون (CO) → ثاني أكسيد الكربون (CO2) + e− | H 2O (ماء) → H 2 (هيدروجين) |

## البيولوجيا الفضائية
في 24 يناير 2014 أفادت ناسا أن الدراسات الحالية حول كوكب المريخ بواسطة المسبارين كريوسيتي واوپورتيونيتي سيتم البحث فيها على دليل لوجود حياة قديمة، وتشمل غلاف جوي اعتماداً على العضيات الدقيقة ذاتية التغذية، كيميائية التغذية م/أو كيمائية-جمادية التغذية، وكذلك عن المياه القديمة، وتشمل البيئات النهرية-البحيرية (السهول المرتبطة بالأنهار أو البحيرات القديمة والتي ربما كانت مأهولة. البحث عن دليل سكن، علم التاريخ الحفري (مرتبط بالأحفورات)، الكربون العضوي على كوكب المريخ هو الهدف الرئيسي الحالي لناسا.

## وصلات خارجية
- Minerals and the Origins of Life (روبرت هازن، ناسا) (video, 60m, April 2014).